# نادي الروضة لكرة اليد
الروضة هو فريق كرة يد سعودي، يقع في الأحساء، المنطقة الشرقية. يلعب حالياً دوري الأمير فيصل بن فهد الممتاز لكرة اليد.

## مشاركات
تواجد فريق الروضة لكرة اليد لأول مرة في تاريخه منذ تأسيس النادي أكثر من 40 عام بدوري الأمير فيصل بن فهد موسم 2017/2016، حيث شارك في دوري الأمير فيصل بن فهد الممتاز لكرة اليد 3 مواسم.
دوري الأمير فيصل بن فهد الممتاز لكرة اليد
- دوري الأمير فيصل بن فهد الممتاز لكرة اليد 2017/2016
- دوري الأمير فيصل بن فهد الممتاز لكرة اليد 2019/2018
- دوري الأمير فيصل بن فهد الممتاز لكرة اليد 2020/2019

أفضل مركز هو المركز السابع موسم 2006/2005
دوري الدرجة الأولى السعودي لكرة اليد
- دوري الدرجة الأولى السعودي لكرة اليد 10/09
- دوري الدرجة الأولى السعودي لكرة اليد 16/15
- دوري الدرجة الأولى السعودي لكرة اليد 18/17

أفضل مركز هو تحقيق بطولة الدوري موسم 10/09
كأس الأمير سلطان بن فهد لكرة اليد السعودية
شارك نادي الروضة في كأس الأمير سلطان بن فهد 5 مواسم.
- كأس الأمير سلطان بن فهد لكرة اليد السعودية 2013
- كأس الأمير سلطان بن فهد لكرة اليد السعودية 2015
- كأس الأمير سلطان بن فهد لكرة اليد السعودية 2016
- كأس الأمير سلطان بن فهد لكرة اليد السعودية 2017
- كأس الأمير سلطان بن فهد لكرة اليد السعودية 2018